# Iglesia de San Juan Bautista (Monterosso al Mare)

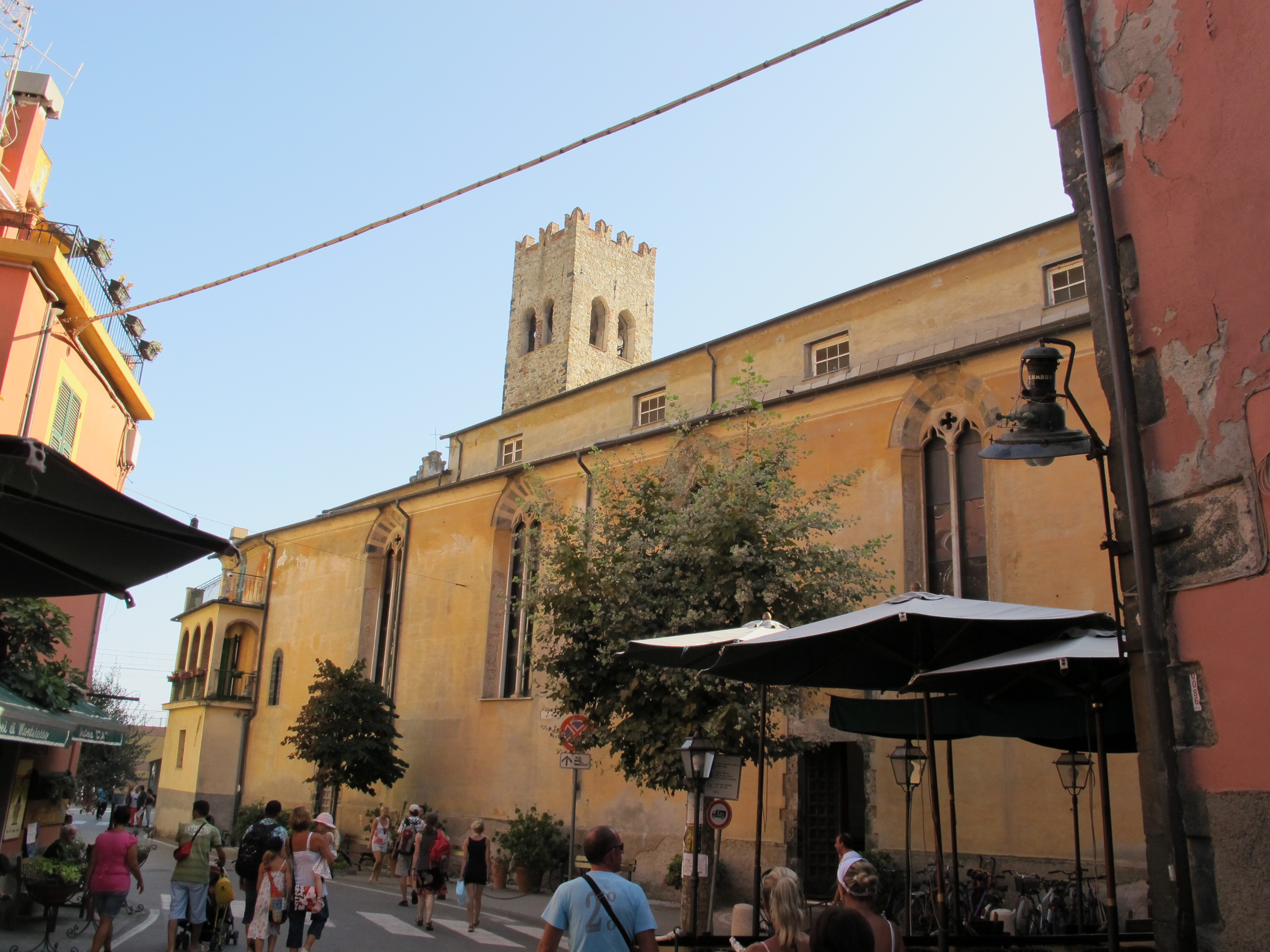
Vista lateral

La iglesia de San Juan Bautista es un edificio religioso sito en la plaza Don Giovanni Minzoni de Monterosso al Mare, en la Costa Spezzina-Cinque Terre, en la provincia de La Spezia. La iglesia es sede de la parroquia homónima de la diócesis de la Spezia-Sarzana-Brugnato.

## Historia y descripción
La actual iglesia parroquial de Monterosso fue edificada entre los siglos XIII y XIV y reestructurada en época barroca. La fachada, que data de 1307, está caracterizada por un paramento bicromo blanco y serpentino oscuro y por un amplio rosetón de mármol blanco, bajo el cual se encuentra el portal principal con una luneta que muestra un fresco del Bautismo de Cristo del siglo XVIII.
La estructura interior es de planta basilical y con una división de tres naves y, para sus características, representa un estilo gótico genovés puro que se evidenció principalmente tras la restauración efectuada entre 1963 y 1964.
Se conservan la pila bautismal, realizada en 1360, un lienzo de la Virgen del Rosario - en la pared derecha del presbiterio - obra de la escuela pictórica de Luca Cambiaso, y una Crucifixión sobre la pared izquierda de un pintor genovés anónimo del siglo XVII. El altar mayor, así como la sillería en madera, fueron encargados en 1734
El campanario, que fue en origen una torre de guardia que formaba parte de las fortificaciones construidas por la República de Génova en el siglo XIII, se encuentra en el lateral de la zona absidial y englobado en una construcción porticada de época posterior. La torre fue hecha de nuevo en el siglo XV y reconstruida parcialmente en el siglo XVIII, después de un terremoto que la dañó.

## Galería

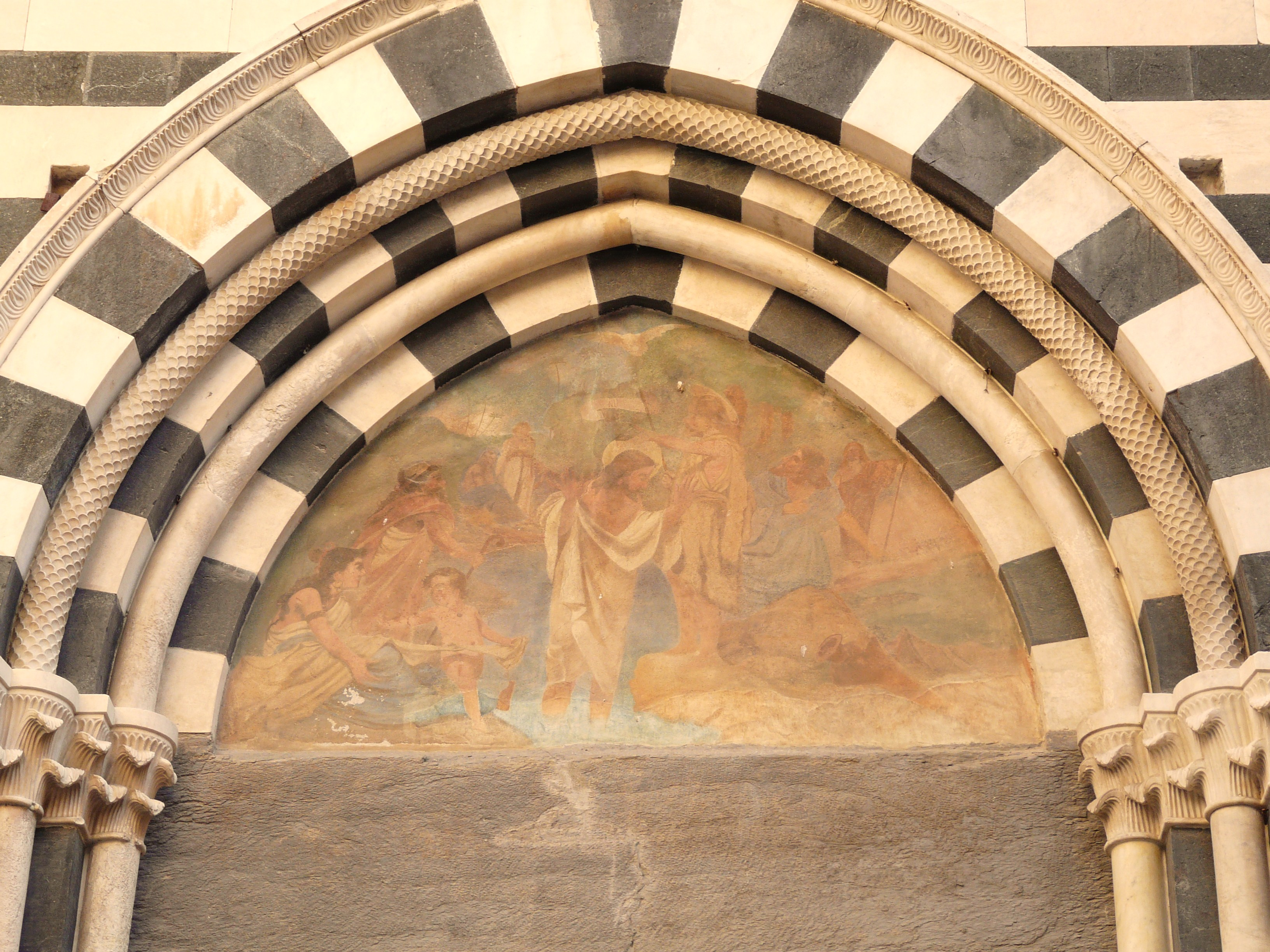
La luneta afrescado de la portada
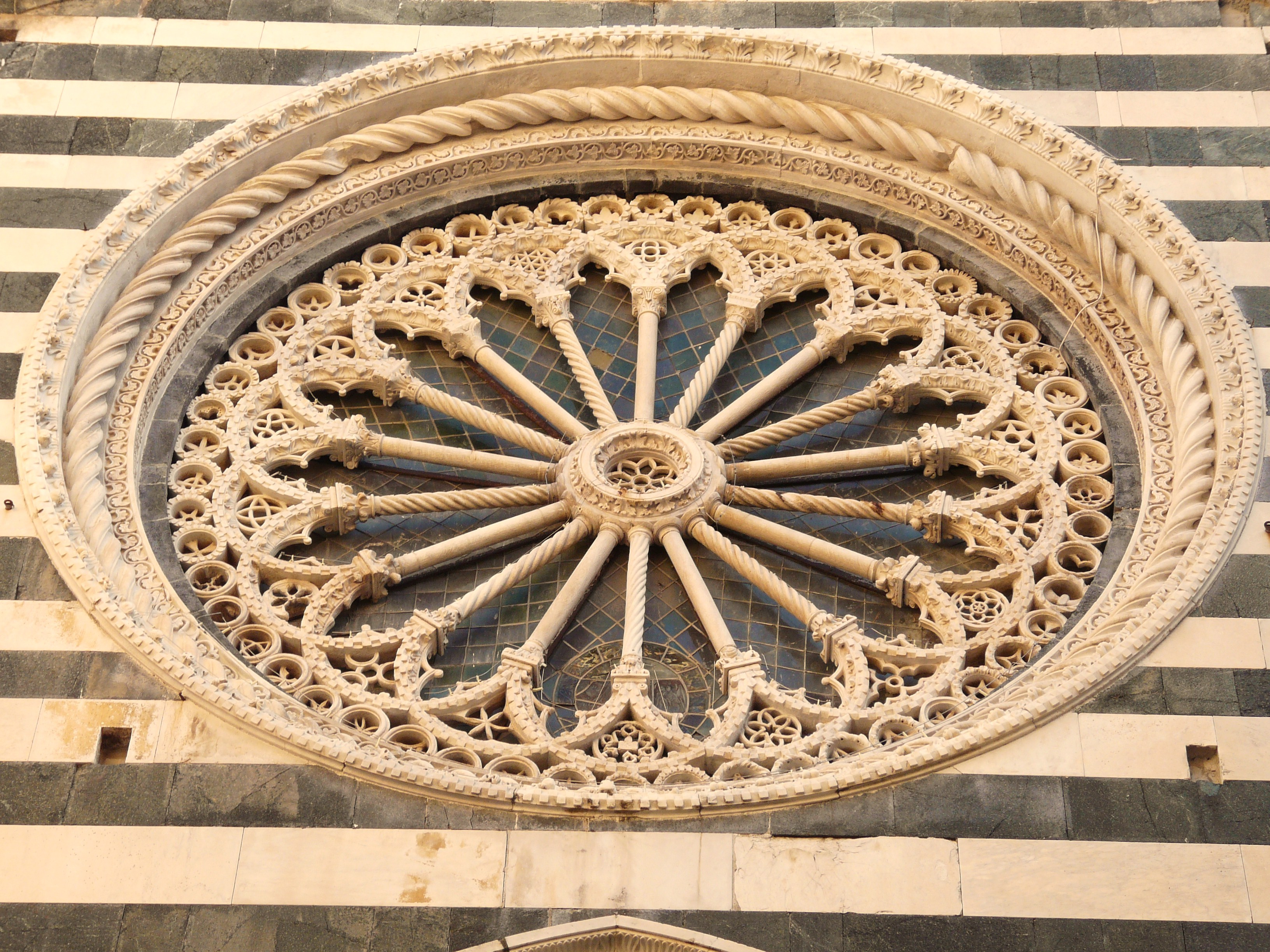
El rosetón
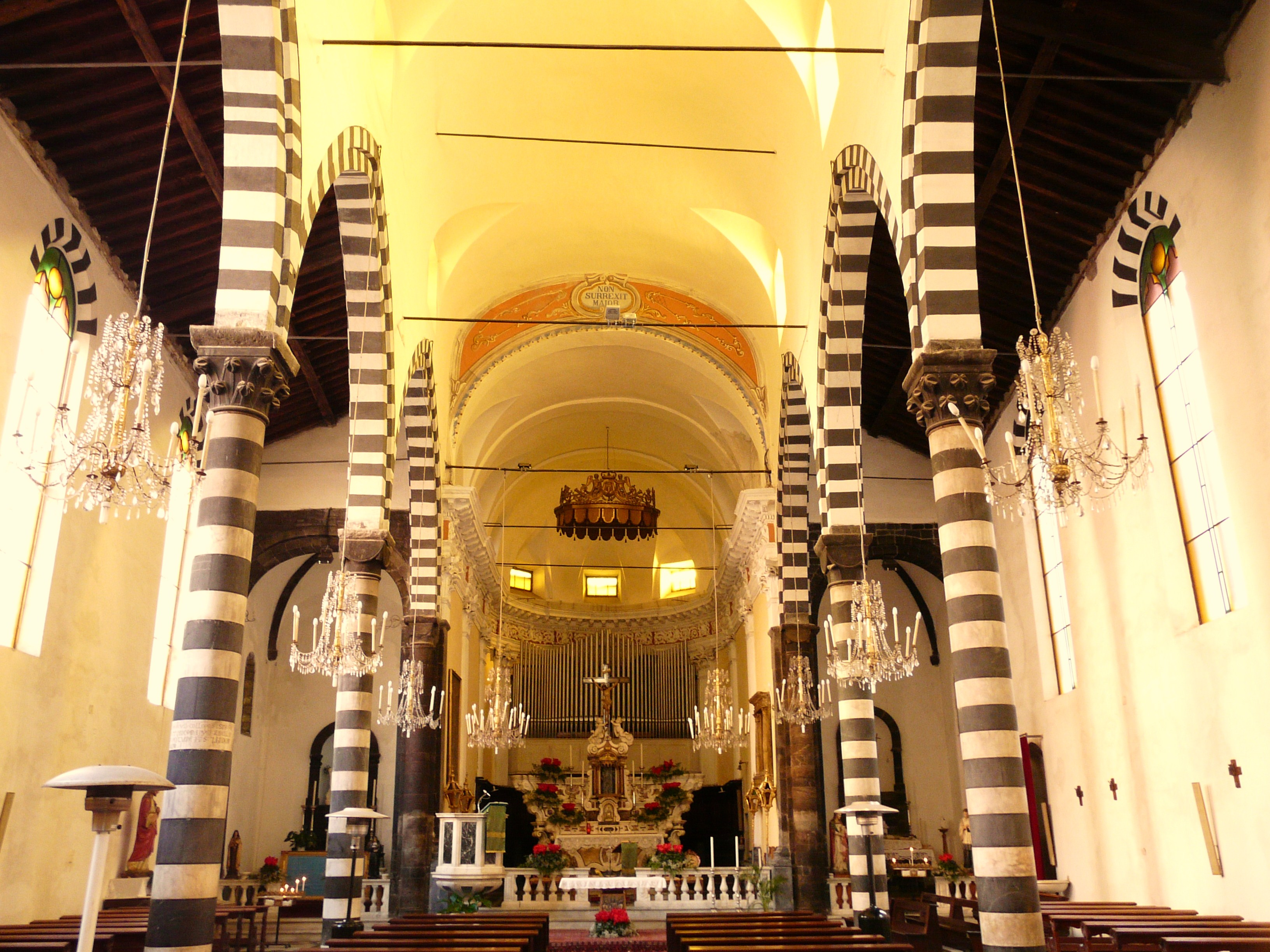
La nave central
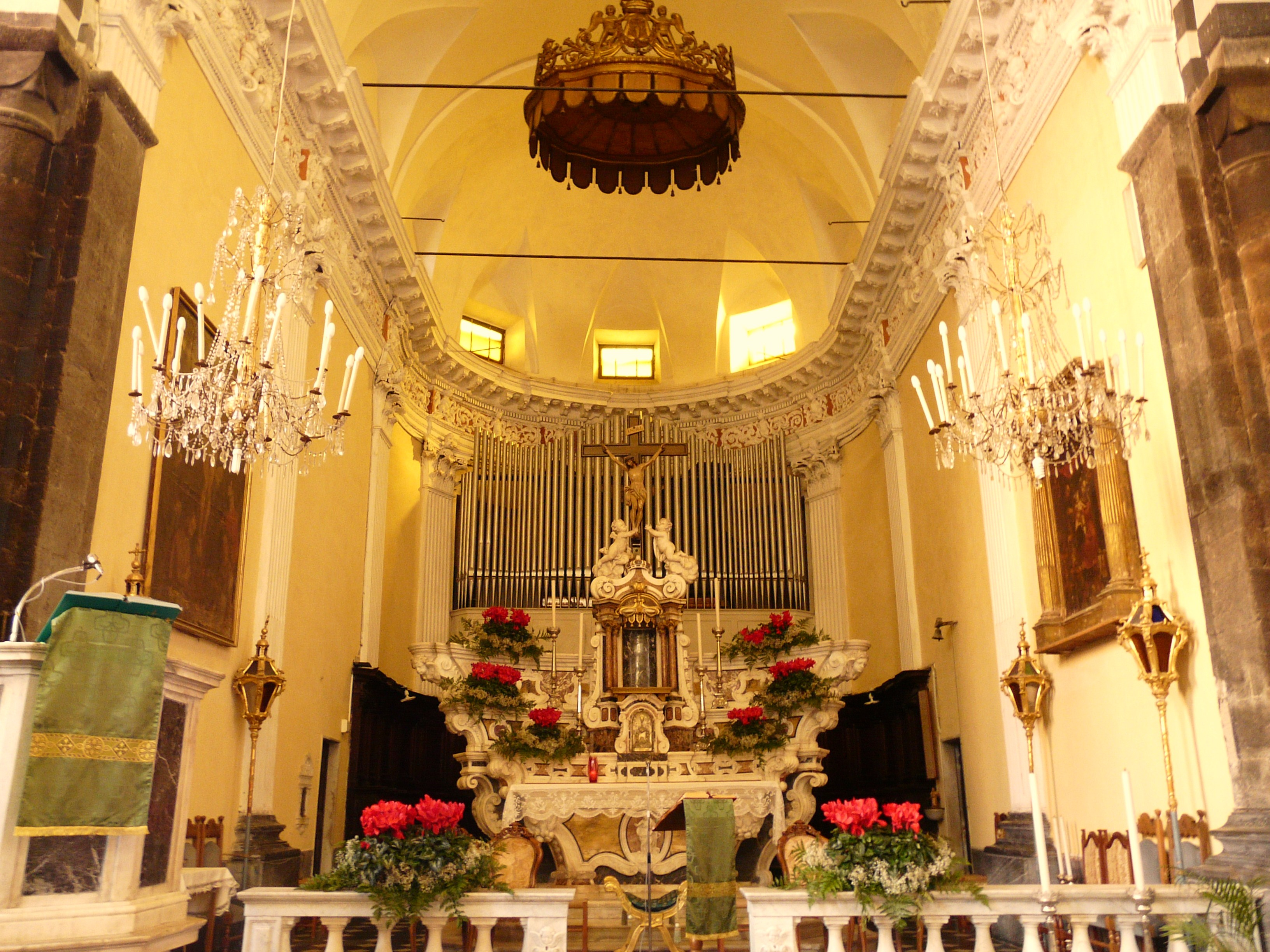
El altar mayor
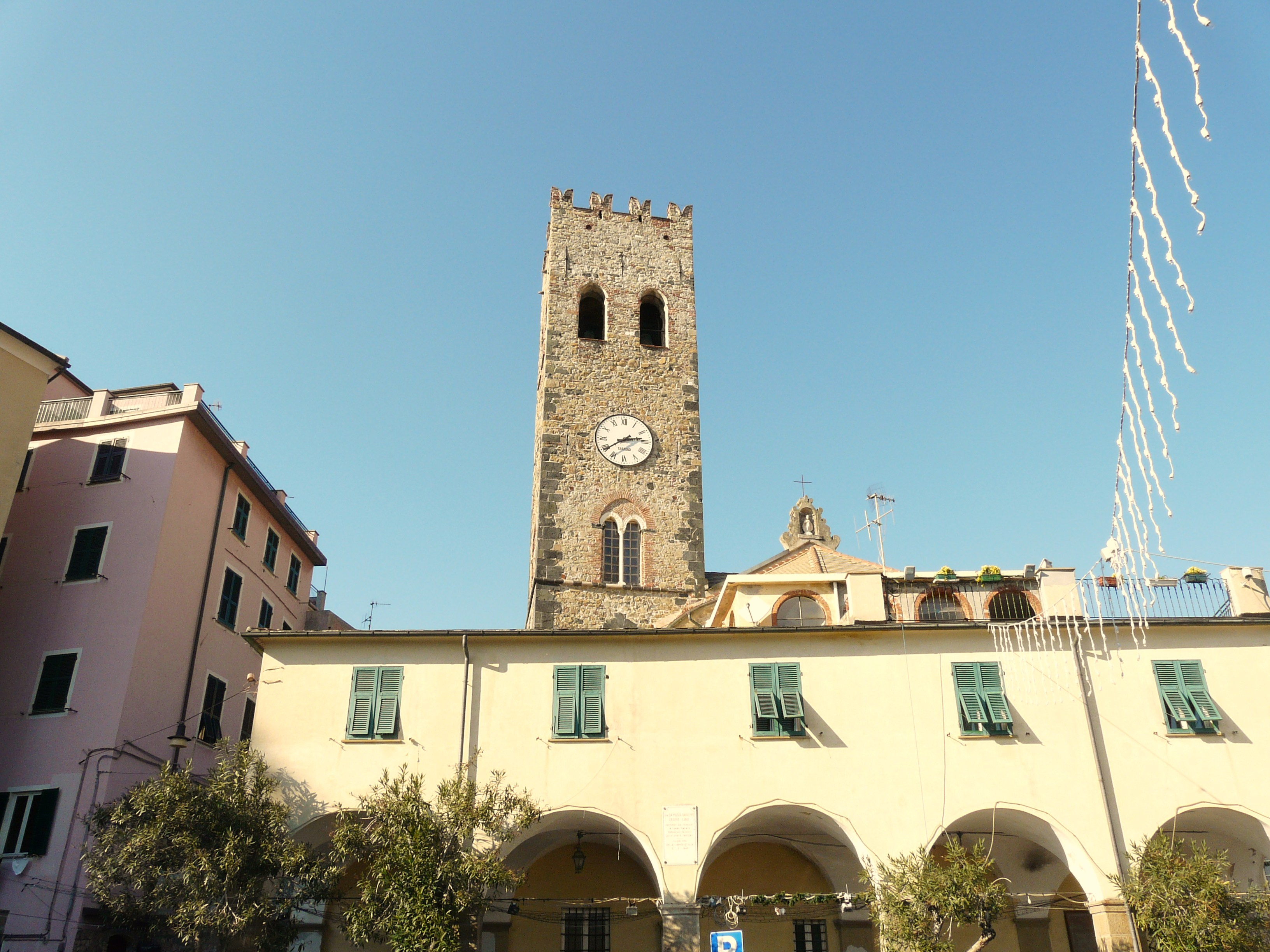
El campanario-torre